# 1484 Пострема
1484 Пострема (1484 Postrema) — астероїд головного поясу, відкритий 29 квітня 1938 року.
Тіссеранів параметр щодо Юпітера — 3,257.